# استنزبری پارک (یوتا)
استنزبری پارک (به انگلیسی: Stansbury Park) یک منطقهٔ مسکونی در ایالات متحده آمریکا است که در شهرستان تویلی، یوتا واقع شده‌است. استنزبری پارک ۳٫۸ کیلومتر مربع مساحت و ۵٬۱۴۵ نفر جمعیت دارد و ۱٬۳۰۹ متر بالاتر از سطح دریا واقع شده‌است.